# Pozo del Tigre, Mexiko
Pozo del Tigre är en ort i Mexiko.   Den ligger i kommunen Jalpan och delstaten Puebla, i den sydöstra delen av landet, 170 km nordost om huvudstaden Mexico City. Pozo del Tigre ligger 566 meter över havet och antalet invånare är 108.
Terrängen runt Pozo del Tigre är kuperad. Runt Pozo del Tigre är det tätbefolkat, med 297 invånare per kvadratkilometer. Närmaste större samhälle är Xicotepec de Juárez, 18,2 km söder om Pozo del Tigre. I omgivningarna runt Pozo del Tigre växer huvudsakligen savannskog.